# Carouge galonné
Agelasticus thilius
Espèce
Répartition géographique
Statut de conservation UICN

 LC  : Préoccupation mineure
Synonymes
Agelaius thilius (Molina, 1782)
Le Carouge galonné (Agelasticus thilius) est une espèce d'oiseau de la famille des ictéridés qu’on retrouve en Amérique du Sud.

## Distribution
Le Carouge galonné se retrouve en Argentine, au Chili, dans le sud du Brésil, en Uruguay, dans le sud du Paraguay, dans le sud du Pérou et dans l’ouest de la Bolivie.

## Systématique
D'après Alan P. Peterson, il existe trois sous-espèces :
- A. t. alticola (Todd, 1932) : une population isolée sur l’altiplano chevauchant le Pérou et la Bolivie.
- A. t. thilius (Molina, 1782) : la population du Chili.
- A. t. petersii (Laubmann, 1934) : occupe le reste de la distribution en Argentine, en Uruguay, au Brésil et au Paraguay.

## Habitat
Le Carouge galonné niche dans les roselières de grandes tailles.  En Argentine, il affectionne les étendues de Typha, d’herbes de la pampa et de Cyperus.  Les populations en altitude et au Chili recherchent plutôt les marécages peuplés de Scirpus.  Il fréquente aussi les rivages vaseux et les terres agricoles aux environs des marais où il niche pour se nourrir.

## Nidification
Ce carouge niche en colonie.  Les œufs sont au nombre de deux à quatre.

## Comportement
Le Carouge galonné est grégaire mais monogame.